# Medaglia commemorativa per i dieci anni dell'indipendenza della Repubblica del Kazakistan
La medaglia commemorativa per i dieci anni dell'indipendenza della Repubblica del Kazakistan è un premio statale del Kazakistan.

## Storia
La medaglia è stata istituita il 27 agosto 2001.

## Assegnazione
La medaglia viene assegnata a cittadini kazaki e stranieri che abbiano dato un contributo significativo alla formazione della statualità, della sovranità e del rafforzamento dello sviluppo socioeconomico della Repubblica del Kazakistan.

## Insegne
- La  medaglia è di bronzo. Il dritto raffigura sullo sfondo un "10" stilizzato, costituito da un sole con i raggi, mentre in primo piano mostra una parte del monumento all'indipendenza della Repubblica del Kazakistan ad Almaty (Saka il guerriero in piedi su un leopardo). Nella parte superiore della medaglia vi è la scritta "Kazakistan". Nel rovescio della medaglia troviamo nella parte superiore la scritta "Қазақстан Республикасының тәуелсіздігіне 10 жыл" mentre in basso la scritta "10 anni di indipendenza della Repubblica del Kazakhstan" (Kazako: «10 лет независимости Республики Казахстан»). Le iscrizioni sono separate da un ornamento.
- Il  nastro è azzurro con una striscia centrale gialla caricata di due strisce rosse più sottili.